# 特爾希艾
特爾希艾是立陶宛特爾希艾縣特爾希艾區内的城市，也是特爾希艾縣的首府及泰尔希艾区市镇的行政中心，位於該國西北部，面積17.5平方公里，2020年人口21,294。第二次世界大戰期間，納粹德國在1941年7月15日至1944年佔領該市。

## 友好城市
- 捷克克爾諾夫
- 波蘭馬佐夫舍地區明斯克
- 奥地利利岑
- 德国巴苏姆

## 外部連結
- 泰尔希艾区官方网站 （页面存档备份，存于） （立陶宛文） （英文） （俄文）